# Візурешть (Димбовіца)
Візурешть, Візурешті (рум. Vizurești) — село у повіті Димбовіца в Румунії. Входить до складу комуни Чокенешть.
Село розташоване на відстані 32 км на північний захід від Бухареста, 41 км на південний схід від Тирговіште, 114 км на південь від Брашова.

## Населення
За даними перепису населення 2002 року у селі проживали 1111 осіб.
Національний склад населення села:
| Національність | Кількість осіб | Відсоток |
| -------------- | -------------- | -------- |
| румуни         | 981            | 88,3%    |
| цигани         | 130            | 11,7%    |

Рідною мовою назвали:
| Мова      | Кількість осіб | Відсоток |
| --------- | -------------- | -------- |
| румунська | 981            | 88,3%    |
| циганська | 130            | 11,7%    |